# Festival de la chanson à texte de Montcuq
Le festival de la chanson à texte de Montcuq a été créé en 2005 à Montcuq par le comédien Henri Courseaux, Claire de Villaret et l'association Musique Cours et Granges. Chaque été, il présente diverses facettes de la chanson à texte francophone lors de plusieurs concerts.

## Histoire
En 2003, le comédien-chanteur Henri Courseaux après un concert donné dans la cour de la maison d'enfants de Montcuq lance l'idée d'un festival de la chanson à texte. Dès l'année suivante, soit en 2004, le festival se met place sous le nom d'association du rayonnement des arts en Quercy, sous la présidence de Georges-Alain Clément et la direction de Henri Courseaux. Le festival est officiellement créé en 2005 par Henri Courseaux, Claire de Villaret et l'association Musique Cours et Granges. Les chanteurs Rémo Gary et Michel Boutet, puis Claire de Villaret et enfin Liliane Haussy, présideront successivement l'association pendant 20 ans. Gérard Morel est l'actuel directeur artistique du festival.
L'idée est de faire chaque année fin juillet trois jours consécutifs de concerts de chansons à texte. Le festival, conçu pour être en plein air, accueille deux artistes par soir. Au début du festival, les manifestations avaient lieu dans la cour de la maison d'enfants. Par la suite, les évènements se sont déplacés dans la cour du collège Jean-Jacques Faurie de Montcuq. En cas de pluie, le festival a lieu dans la salle des fêtes. Les artistes programmés sont francophones. Deux autres événements ponctuent chaque journée du festival: une rencontre à bâtons rompus entre le public et les artistes en milieu de journée, et dans l'après-midi un café chantant qui programme chaque jour six compositeurs-interprètes venus présenter trois chansons. Un jury sélectionne un lauréat de cette scène ouverte qui sera programmé en première partie d'un concert lors de l'édition suivante du festival.

## Les éditions du festival

### 2025
Du 16 au 19 juillet 2025
- Yoanna
- Alexis HK & Benoît Dorémus
- Steve Normandin
- Govrache
- Fanny Candéli
- Juliette

### 2024
Du 17 au 20 juillet 2024
- Alissa Wenz
- Pierre-Paul Danzin
- Claudine Lebègue
- Hommage à Boby Lapointe
- Nicolas Moro
- François Morel

### 2023
Du 19 au 22 juillet 2023
- Ensemble vocal Viva Voce
- Hélène Piris
- Lili Cros et Thierry Chazelle
- Christian Camerlynck
- Laurent Malot
- Marie Cheyenne
- Chanson plus bifluorée

### 2022
Du 21 au 23 juillet 2022
- Pascal Mary
- Zaza Fournier
- Claire Elzière
- Laurent Viel
- Maxime Della Coletta
- Yves Jamait

### 2021
- Joël Favreau
- le groupe Évasion
- Jofroi
- Claude Semal
- Liz Van Deuq
- Nicolas Jules
- Nour
- Enzo Enzo

### 2020 - édition annulée
L'édition du festival est annulée en raison de la pandémie de Covid-19. Ces mêmes artistes seront reprogrammés en 2021, s'ils sont libres.
Étaient programmés :
- Claude Semal
- Jofroi
- Liz Van Deuq
- Nicolas Jules
- Nour
- Enzo Enzo

### 2019 -15eédition
Le festival s'est déroulé du 18 au 20 juillet.
- Marion Cousineau
- Paule-Andrée Cassidy
- La Réjane
- Nicolas Peyrac
- Lily Luca
- Volo

### 2018 -14eédition
- Presque Oui
- Michèle Bernard
- Mèche
- Jean-Michel Piton
- Lise Martin
- Wally

### 2017 -13eédition
Le festival du 20 au 22 juillet, avec une formule élargie.
- Thomas Pitiot
- Anne Baquet
- Romain Didier
- Gérard Morel
- Hélène Maurice
- Éric Frasiak
- et Rémi Tarrier, Lise Martin et Paul Meslet

### 2016 -12eédition
- Jérémie Bossone
- Christian Paccoud, accompagné par les Sœurs Sisters
- Marie-Thérèse Orain
- Éric Toulis
- Mademoiselle Maya
- Melissmell

### 2015 -11eédition
- Francesca Solleville
- Michel Bühler
- Évelyne Gallet
- Céline Caussimon
- Jean-Sébastien Bressy
- Entre 2 caisses

### 2014 -10eédition
- Pierre Lebelage
- Henri Courseaux
- Jeanne Garraud
- Frédéric Bobin
- Karim Gharbi
- Yvette Théraulaz

### 2013 -9eédition
- Nathalie Miravette
- Olivier Gil
- Bernard Joyet
- Rémo Gary
- Annick Cisaruk et David Venitucci
- Serge Utgé-Royo

### 2012 -8eédition
Le festival s'est déroulé du 19 au 21 juillet.
- Anne Sylvestre
- Alain Sourigues
- Michel Boutet
- Valérie Mischler
- Coline Malice

### 2011 -7eédition
- Agnès Bihl
- Dorothée Daniel
- Chloé Lacan
- Romain Lemire
- Madame Raymonde et le Zèbre
- Corentin Coko

### 2010 -6eédition
- Véronique Pestel
- Katrin Waldteufel
- Yvan Dautin
- Bénédicte Laurent
- Presque Oui
- Le Cirque des Mirages

### 2009 -5eédition
- Henri Courseaux
- Agnès Collet
- Manu Galure
- Évelyne Gallet
- Pignot et Depoix
- Natacha Ezdra
- Elsa Gelly
- Pierre Margot

### 2008 -4eédition
- Annick Roux
- Serge Utgé-Royo
- Jeanne Garraud
- Fred Musset
- Les Sardines

### 2007 -3eédition
- Michèle Bernard
- Rémo Gary
- Pascal Auberson

### 2006 -2eédition
- Romain Didier
- Bernard Joyet
- Agnès Debord

### 2005 -1reédition
- Valérie Ambroise
- Marie Amélie Farreny
- Christelle Chollet
- Peter Scott
- Henri Courseaux